# آدم مينيلاوس
ادم مينيلاوس ، يلفظ ايضًأ «مينيلاس» (ولد بين عام 1748 و 1756، من المفترض في إدنبرة – وتوفى في 31 آب 1831 في سانت بطرسبرغ، روسيا) كان مهندس معماري ومصمم للمساحات الخضراء الخارجية من أصول اسكتلندية، عاش في الإمبراطورية الروسية من عام 1784 إلى 1831.
حقق مينيلاوس نجاحًأ في أول عقدين من القرن التاسع عشر بكونه مصمم حدائق البيوت المدنية والريفية لعائلتي رازوموفسكي وستروغونوف، وعمل لاحقًا للإمبراطور ألكسندر الأول، متخصصًأ بالعمارة القوطية الجديدة. من العام 1825 إلى 1831، عندما كان مينيلاوس في السبعينات من عمره، أصبح المهندس المعماري الأول لدى نيكولاي الأول وفي الحقيقة المهندس المعماري الأبرز في الإمبراطورية. قصة حياة ادم مينيلاوس لم توثق بشكل جيد باستثناء الجزئ الأخير من حياته، اذ تمت إعادة بناء قصته من قبل كتاتيب السيرة بالاعتماد على ارشيفات بيانات هزيلة وادلة ظرفية. ويتبع مينيلاوس إلى الآن إلى الفئة التي تكاد ان تكون مجهولة.

## سيرة الحياة
قد أكد مينيلاوس اصوله الأسكتلندية بنفسه للرحالة الإنجليزي أ. ب. غرانفيل، الذي نشر تقرير عن رحلته في لندن في 1828. لا يوجد أي ادلة موثوقة أخرى عن حياته المبكرة أو تعلمه وتجاربه قبل الوصول إلى روسيا في 1784. افراد من عائلة مينيلاوس كانوا مقاولين بناء في ارغيل: يقترح هاورد كولفين وديميتري شفيدوفسكي ان ادم مينيلاوس كان يتبع لنفس العائلة، لكن لم يتم تأكيد هذا الرأي بشكل موثوق من خلال البحث في الأرشيف. انقسم المؤرخين على سنة ميلاده: حيث يشير سجل هجرة في عام 1784 على انه وصل إلى روسيا في الـ 35 من عمره، أي انه ولد في أو حوالي العام 1748، بينما تنص سجلات الجنازات للكنيسة الإنجليزية في سانت بطرسبرغ على ان سنة ميلاده هي 1756. أكد مينيلاوس في عام 1803 انه ينحدر من عائلة إنجليزية نبيلة، لكن رفضت السلطات الروسية احترام مطالبه.
في أوائل الثمانينيات من القرن الثامن عشر قام تشارلز كاميرون، وهو مهندس معماري موظف من قبل كاترين الثانية منذ عام 1779، بنشر عرض عمل في جريدة Edinburgh Evening News مُوّقع من كاترين الروسية، يدعو فيه عمال بناء ماهرون لينضموا إلى مشروع تسارسكوي سيلو. 73 حرفي، من ضمنهم ادم مينيلاوس، وافقوا على الرحيل إلى روسيا (العديد منهم اصطحبوا عائلاتهم معهم)، مما تسبب باحتجاج غير مجدي لوزارة الخارجية. كان جميعهم مؤهلين بشكل كافي ليصبحوا مهندسين معماريين محترفين أو على الأقل متدربين معماريين في روسيا؛ صنف كاميرون مينيلاوس على انه أحد أفضل اثنين من الحجارين - «سيد الاسقف المعقودة». وقّع مينيلاوس عقد لمدة ثلاث سنوات لبناء حمامات باردة بالقرب من سانت بطرسبرغ، موافقا أيضًا على تدريب صف من الحرفيين الروسيين. يبدو ان عدد المهنيين الأسكتلنديين كان كبيرا جدا بالنسبة لكاميرون، وتركه مينيلاوس بعد عام واحد وانضم إلى خدمة نيكولاي لفوف.

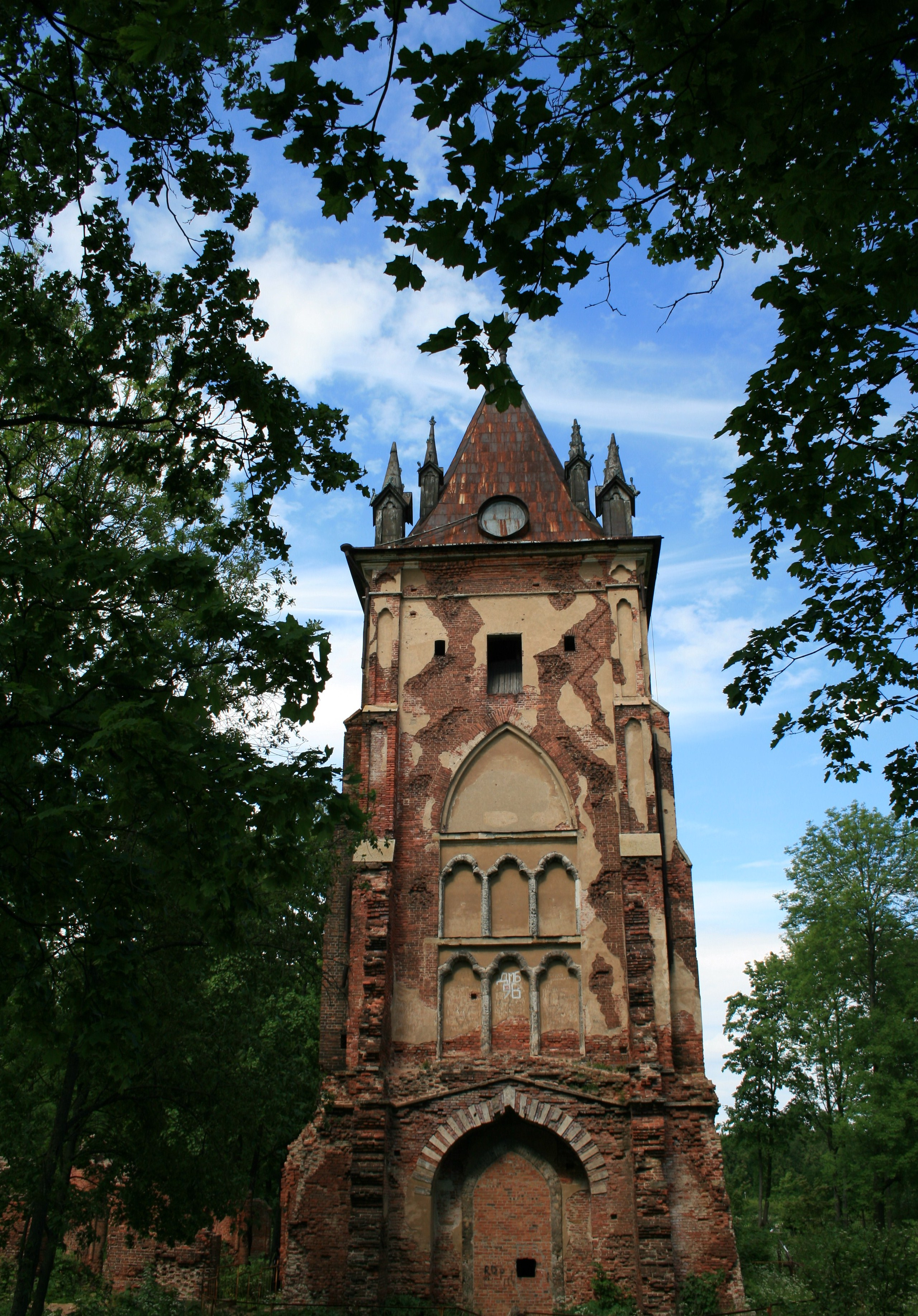
الكنيسة في تسارسكوي سيلو

لـفــوف، هو مؤلف موسيقى هاوي وشاعر ومهندس العمارة البالادية، كان في ذلك الوقت مساعدًا لرجل الدولة ألكسندر بيزوبرودكو. ينقسم المؤخرون على دوره في مسيرة مينيلاوس المهنية: تعتقد التقاليد بأن لفوف رقى مينيلاوس وادخله في المشاريع الملكية، حينما أكد باحثون لاحقًا، على العكس، ان تأثير لفوف بطئ مسيرة مينيلاوس المهنية. عوضًا عن الهندسة المعمارية، أوكل لفوف في مايو عام 1785 مينيلاوس وويليام هيست مهنة البحث عن احافير الفحم (في ذلك الوقت كان يعتمد علم استخراج المعادن على الفحم أو الاستيراد من إنجلترا أو ويلز). في عام 1786 وجد مينيلاوس صنف تجاري من الفحم («لا يقل شأنًا عن فحم نيوكاسل») بالقرب من بوروفيتشي، عند حلول العام 1790 ارتفع عدد فريق البحث عن الفحم إلى 10 محترفين. ومن المرجح ان لفوف استخدم عمليات البحث عن الفحم المدعومة من الدولة ليستخرج مهندس معماري موهوب لاستخدامه الشخصي: في 1785-1794 كان مينيلاوس يدخل في مشاريع لفوف البنائية بشكل منتظم. والتر ايرفنج، أسكتلندي اخر، كان موظفًا لدى لفوف لبناء معبد الشمس المثالي، وهو عقار ريفي في تفير أوبلاست؛ تمت إعادة بناء رواقه الدائري، الذي يمثل هينجات بريطانيا، بتصاميم مينيلاوس. وكان سبب البناء الدائري، المنتشر في أعمال مينيلاوس اللاحقة، انه كان يأخذ إلهامه من لفوف.
تزوج مينيلاوس اليزابيث كيف في عام 1792؛ حضر الاحتفال لفوف وأليكسي أولينين (رئيس الاكاديمية الإمبراطورية للفنون) والعديد من الشتات الإنجليزي والأسكتلندي. في عام 1795 بدأ مينيلاوس بالانفصال تدريجيًا عن خدمة لفوف بعد بناء كاتدرائية سانت جوسيف في موجوليف، لكن بقيا على اتصال حتى موت لفوف المفاجئ في عام 1803. في غضون ذلك ظل مينيلاوس عامل في الدولة الروسية برتبة صغيرة منذ وصوله. وحاول ان يتقاعد فورًا بعد وفاة لفوف، لكن واجهه رفض لمعاشات التقاعد فقرر ان يبقى بالخدمة حتى عام 1806. وفقًا لأنتوني كروس، على الأرجح ان «ازدهار موهبة مينيلاوس المتأخر» حصل بعد موت لفوف، خلال فترة عمله لدى عائلة رازوموفسكي.
في القرن التاسع عشر، أنشأ مينيلاوس سلسلة من الحدائق الإنجليزية لعائلة رازوموفسكي؛ الأشهر منها في جورينكي (المعروفة بالحاضر بباليشكا)، الموجودة في موسوعة هندسة عمارة الكوخ، المزرعة والفيلا لجون كلوديوس لودون، لمناظرها الطبيعية وحديقة النباتات الخاصة بها. اختلف المؤرخون على ان من صمم جورينكي هو مينيلاوس أو لفوف. في العام 1801-1802 قام مينيلاوس بتصميم وبناء قصر رازوموفسكي في منطقة باسماني في موسكو؛ تدمر القصر بسبب الحريق في عام 1812 وتمت إعادة بناءه لاحقًا من قبل افاناسي جريجوريف. تم وضع حديقة كبيرة بالقرب من سانت بطرسبرغ في عام 1813. كل مشاريع تصميم المناظر الطبيعية هذه قد تلفت بنهاية القرن التاسع عشر. تصاميم حدائق مينيلاوس كانت توظف اطلالة قوطية كشيء يجذب البصر.
كان مينيلاوس فعال في عمليات مدرسة ماريانو التي اسستها عائلة جوليتسينس في عام 1819، يعلم القرويين حرفة البناء بالطين والقش. يعود الفضل بالعادة إلى لفوف لادخال تكنولوجيا البناء بالطين والقش إلى روسيا، لكن من الممكن انها تتصل مباشرة بتجربة مينيلاوس الأسكتلندية. اقترح ديميتري شفيديكوفسكي ان مينيلاوس، وليس كاميرون، هو الذي صمم قصر رازوموفسكي في باتورين، لكن يرفض المؤرخون الاخرين هذا الرأي.
في العقد الثاني من القرن التاسع عشر، دعى ألكسندر الأول مينيلاوس لإعادة تصميم حديقة ألكسندر في تسارسكوي سيلو، بدءًا بحديقة حيوانات متردمة. الخطة الجديدة التي قدمها مينيلاوس خلقت وهمًا بانها تصميم جديد ومختلف تماما، لكنه حافظ بعناية على بنية حديقة اعتيادية مصممة في القرن الماضي؛ نسبة إلى لفوف، قام مينيلاوس بـ «مزج فن كينت ولي نوتري». لقد صمم وبنى مينيلاوس 12 مبنى، بما في ذلك البوابات المصرية وثلاثة اجنحة حدائق: أرسينال الكبيرة (1819-1834) بنيت على موقع مون بيجو الذي بناه فرانشيسكو بارتولوميو راستريلي في الخمسينات من القرن الثامن عشر، البرج الأبيض (1821-1827) منزل الدوق الأكبر، والكنيسة (1825-1828) وهي توفر السكن لقسيس القصر.

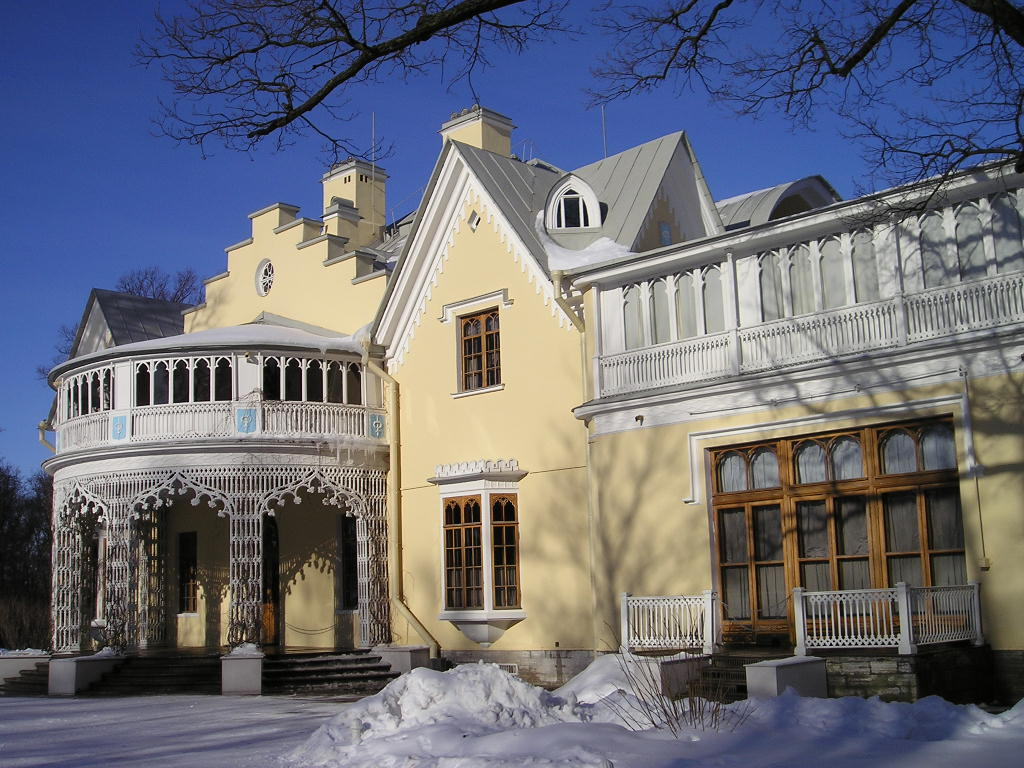
كوخ في حديقة الاسكندرية

تم تبرير استخدام الرومانسية الأوروبية على انها رمز لأوروبا الجديدة التي شُكلت في مؤتمر فيينا، وكانت ايضاً رمزًا لتحول ألكسندر إلى التصوف. احتل نيكولاي الأول حديقة ألكسندر، حينما كان ولي العهد، الذي كان يميل هو ايضًا الانتقائية وتراث العصور الوسطى، كما سيكون ذلك واضحًا لاحقًا خلال حكمه.
أصبح نيكولاي زبون مينيلاوس الأكثر تقديرًا الذي قدم له الفرصة في مرحلة متقدمة جدًا من حياته. في الواقع، قد بدأ أهم أعماله، حديقة الإسكندرية، وهو في عمر ال 70 على الأقل.
في عام 1824 قبل وفاته بقليل، مَنح ألكسندر الأول قطعة ارض على خليج فنلندا، إلى الشرق من بيتيرهوف مساحتها 285 فدان (1.15 كم مربع) لنيكولاي الأول. أصبحت حديقة الإسكندرية الجديدة المفوضة لمينيلاوس اخر أعماله المعمارية وأفضلها حفظًا. ابتدأ العمل بتنسيق الأراضي وحفر بركتين صناعيتين كبيرتين؛ بعد وفاة ألكسندر، فوض نيكولاي مينيلاوس لبناء مكان اقامته الصيفي، الكوخ غير المتناسق. من الخارج كان إنجليزيًا أكثر من قوطيًا؛ التأثير القوطي كان ظاهرًا بشكل أكبر بالتصاميم الداخلية لمينيلاوس. الحديقة التي كان تصميما إنجليزي كانت تحتوي على ممرات متعرجة حول البرك، وكنيسة قوطية كمحط للأنظار (كنيسة خاصة لعائلة رومانوف صممها كارل فريدريخ شينكل، أكملها لودفيغ شارلمان بعد ثلاث سنوات من موت مينيلاوس). من المقترح ان نيكولاي قد قام بالتخطيط لنقل بقايا ألكسندر نيفسكي إلى الكنيسة. كان للحديقة أيضًا مرافق من الرتبة الأقل: محمية حيوانات للأحصنة الكبيرة التي تقاعدت من خدمة القصر، ومزرعة وحديقة حيوانات تحتوي على اللاما والفيلة. عاشت الفيلة في حديقة الإسكندرية حتى عام 1911 وكان يُسمح لها بالتجول بدون قيود الصيف.
توفى مينيلاوس في سانت بطرسبرغ خلال وباء الكوليرا عام 1831.